# Дневниците на червените обувки
„Дневниците на червените обувки“ (на английски: Red Shoe Diaries) е американска еротична поредица, излъчена за пръв път по телевизия Showtime от 1992 до 1997 г. Предшествана е от филм със същото име, режисиран от Залман Кинг, в който ролята на главния герой Джейк Уинтърс е изпълнена от Дейвид Духовни. В сериала Духовни представя началото и края на всеки епизод.